# Mélines
Mélines est un hameau belge de la commune d'Érezée située en province de Luxembourg.
Avant la fusion des communes de 1977, Mélines faisait partie de la commune de Soy.

## Situation
Ce hameau se trouve dans la vallée de l'Isbelle à la limite de l'Ardenne et de la Calestienne. Il se situe à 1 km de Soy et à 6 km d'Érezée et de Hotton. Les autres hameaux voisins sont Ny et Werpin.

## Description
On trouve dans le hameau un ancien moulin à eau et une imposante ferme en pierre calcaire faisant de nos jours partie intégrante d'un camping.
Plusieurs monuments rendant hommage à des victimes de la Bataille des Ardennes ont été dressés à divers endroits du hameau. L'un d'entre eux comporte un petit obélisque.
Le sentier de grande randonnée 57 traverse Mélines.